# بوکس مست

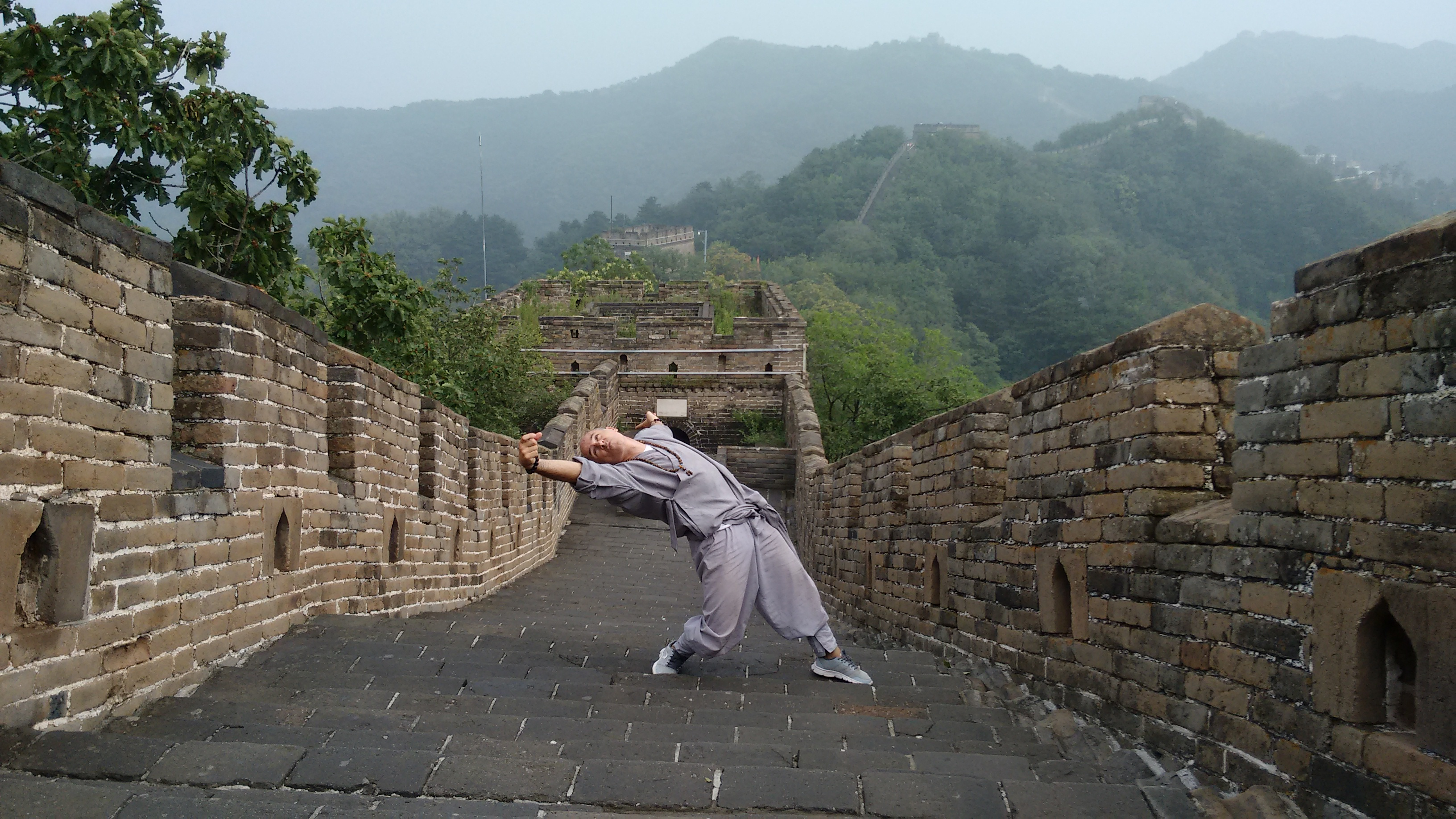
یکی از فنون سبک بوکس مست

بوکس مست (به چینی: 醉拳)؛ پین‌یینی: zuì quán) نامی کلی برای تمام سبک‌های هنرهای رزمی چینی است که از حرکات شخص مست تقلید می‌کند. این یک سبک باستانی است و ریشه آن عمدتاً به جوامع مذهبی بودایی و دائوئیست برمی‌گردد. سبک بودایی مربوط به معبد شائولین است در حالی که سبک دائوئیست براساس داستان دائوئیست مست هشت جاودانه ساخته شده‌است. کوئین زویی غیرمعمول‌ترین حرکات بدن در بین همه سبک‌های ورزش‌های رزمی چینی است. ضربه زدن، درگیری، قفل کردن، طفره رفتن، برجستگی، نبردهای زمینی و هوایی و سایر روش‌های پیچیده مبارزه گنجانده شده‌است.
| همچنین به این نام شناخته می‌شود | تمرکز        | کشور مبدأ | ورزش المپیک |
| ------------------------------ | ------------ | --------- | ----------- |
| مستی فو/مستی مشت/سبک مست       | ظرافت و فریب | چین       | خیر         |

## تاریخ
به‌دلیل کمبود منابع تاریخی، اشاره به زمان یا مکان پیدایش بوکس مست تقریباً غیرممکن است، و ردیابی نسب معتبر معلمان و دانش آموزان بین مستندات قبلی بوکس مست و تمرینات امروزی، تقریباً غیرممکن است. بوکس مست ممکن است در مکان‌های مختلف و در زمان‌های مختلف ظاهر شود و ناپدید شود، با چیزی بیش از زمینه‌های معمول فرهنگی و رزمی برای ارتباط موارد مختلف بوکس مست با یکدیگر.

### سوابق نوشته شده
اولین اشاره مکتوب به بوکس مست احتمالاً در رمان کلاسیک Water Margin است، که در آن شورشی وو ترانه سلسله سونگ به عنوان استاد بوکس مست به تصویر کشیده شده‌است.
در کتابچه راهنمای کونگ فو «بوکس کلاسیک» ( کوان جینگ) از قرن ۱۸، در شائولین راهبان را تمرین سبک ۸ جاودانه مست بوکس است. این سبک به عنوان مشتق فنی

### سوابق نانوشته
نژاد Bā yǐng quán از هنان ویژگی‌های بوکس مست خود را به شائولین کونگ فو نسبت می‌دهند.
تبارهای Hung Ga که از وانگ فی هونگ نشأت می‌گیرند بوکس مست خود را به So Chan نسبت می‌دهند.